# 7421 Кусака
7421 Кусака (7421 Kusaka) — астероїд головного поясу, відкритий 30 квітня 1992 року.
Тіссеранів параметр щодо Юпітера — 3,323.